# Acacia binata
Acacia binata é uma espécie de leguminosa do gênero Acacia, pertencente à família Fabaceae.